# Aikinite
L'aikinite è un minerale scoperto nel 1843 sugli Urali.
Il nome deriva da quello del geologo inglese Arthur Aikin.